# Gitanga (kommun)
Gitanga är en kommun i Burundi. Den ligger i provinsen Rutana, i den södra delen av landet, 90 kilometer sydost om Burundis största stad Bujumbura.